# フランク・ウェバー
フランク・ウェバー（Frank Weber、1951年11月16日 - ）は、アメリカ合衆国ニュージャージー州出身のシンガー・ソングライター、ピアニスト。ポップス、アダルト・コンテンポラリー(AOR)、ジャズの分野で主に活動する。
幼少期よりピアノを習い、その後ジャズを学ぶ。1978年に発表したデビュー・アルバム『アズ・ザ・タイム・フライズ』には、ルーサー・ヴァンドロス、スティーヴ・ガッド、アンソニー・ジャクソン、ジョン・トロペイ、デヴィッド・スピノザ、リチャード・ティーらが参加した。メジャーヒットはないが、1980年に発表したセカンド・アルバム『ニューヨークのストレンジャー』から「You Can Come Home To Me」が、ビルボード・アダルト・コンテンポラリーチャートの43位を記録した。2010年には、ジャズ寄りにシフトしたアルバム『ビフォー・ユー』をリリースしている。

## ディスコグラフィ
- 『アズ・ザ・タイム・フライズ』 - ...As The Time Flies (1978年、RCA)
- 『ニューヨークのストレンジャー』 - Frank Weber (1980年、RCA)
- 『ビフォー・ユー』 - Before You (2010年、Vivid Sound)
- True Love (2019年、Frank Weber Music)
- Unspoken (2019年、Frank Weber Music)